# Platyceps thomasi
Espèce
Synonymes
- Coluber thomasi Parker, 1931

Statut de conservation UICN

 DD  : Données insuffisantes
Platyceps thomasi est une espèce de serpents de la famille des Colubridae.

## Étymologie
Cette espèce est nommée en l'honneur de Bertram Thomas (1892–1950).

## Répartition
Cette espèce est endémique d'Oman. Sa présence est incertaine au Yémen.

## Description
Ce serpent atteint 40 cm de longueur.

## Systématique
Le nom valide complet (avec auteur) de ce taxon est Platyceps thomasi (Parker, 1931). L'espèce a été initialement classée dans le genre Coluber sous le protonyme Coluber thomasi Parker, 1931.
Platyceps thomasi a pour synonymes :
- Coluber thomasi Parker, 1931
- Haemorrhois thomasi

## Publication originale
- Parker, 1931 : Some reptiles and amphibians from S.E. Arabia. Annals and Magazine of Natural History, sér. 10, vol. 8, p. 514-522.